# Gustavo Leonardi
Pour les articles homonymes, voir Leonardi (homonymie).
Gustavo Leonardi est un entomologiste italien, né le 27 février 1869 à Civezzano, Trentin et mort le 25 août 1918 à Vintimille.

## Biographie
Il est entomologiste assistant dans les universités de Padoue et de Portici avant de devenir inspecteur en phytopathologie à Vintimille. Il fait paraître quatre-vingt publications sur les insectes nuisibles comme Monografia delle Cocciniglie italiane (1920). Avec Agostino Lunardoni (1857-1933), il fait paraître l’important traité sur les insectes nuisibles d’Italie (quatre volumes de 1889 à 1901).

## Source
- Cesare Conci et Roberto Poggi (1996), Iconography of Italian Entomologists, with essential biographical data. Memorie della Società entomologica Italiana, 75 : 159-382.  (ISSN 0037-8747)